# Sequía en la península ibérica de 2017

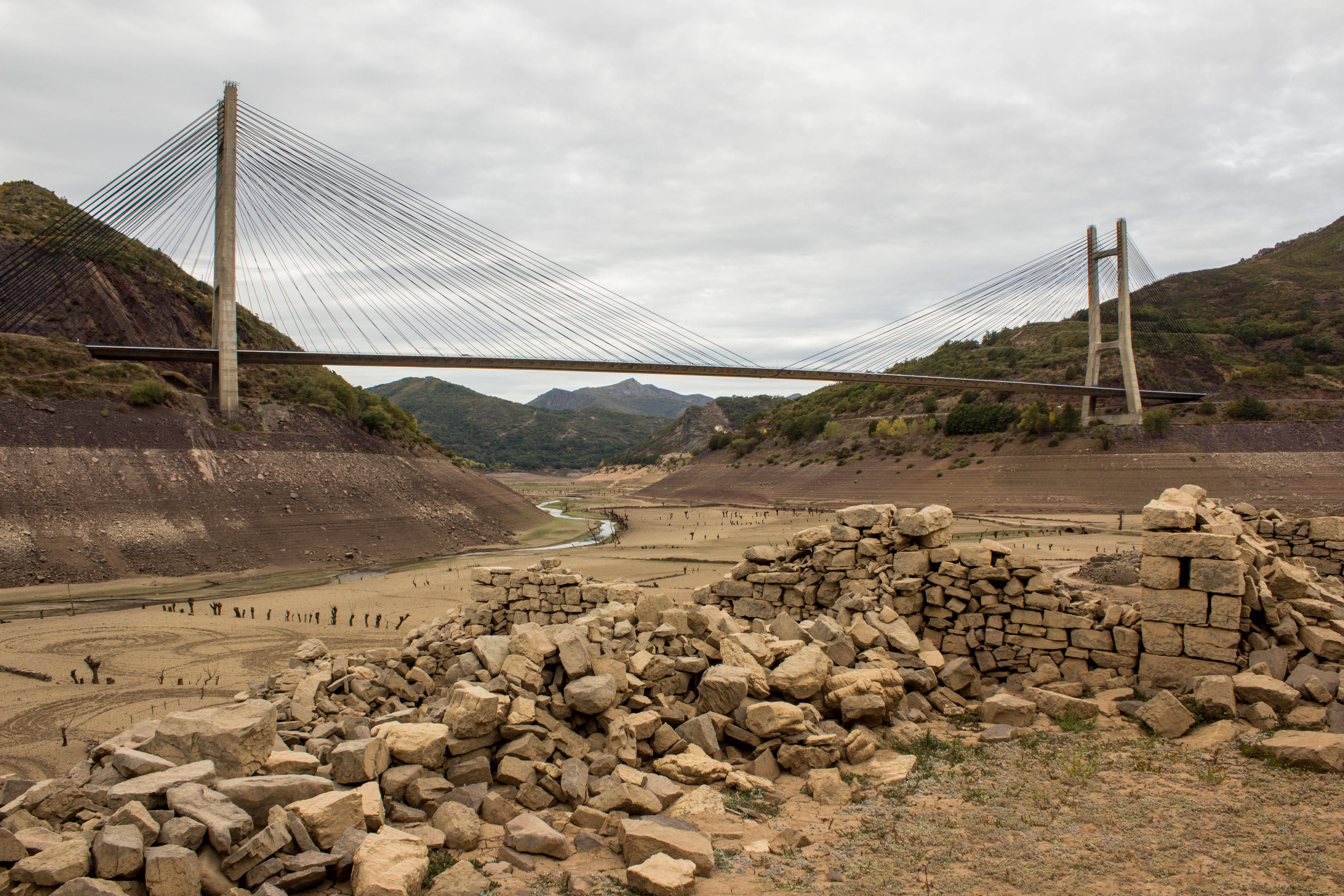
Imagen del embalse de Barrios de Luna (provincia de León) en septiembre de 2017. A principios de octubre de 2017 se encontraba en una situación crítica al 5 % de su capacidad.

La sequía en la península ibérica en 2017, (referida a veces como la sequía en España y en Portugal) también llamada por la prensa como la sequía ibérica, se refiere al período de carestía de lluvia que transcurrió en el año hidrológico de 2016-2017 y que se acrecentó en el otoño de 2017, excepcionalmente seco en toda la península ibérica. Para algunos autores el período de sequía es más largo, dándose lluvias por debajo de la media en toda España, desde 2014 lo que ha provocado que falte agua en los embalses. La concatenación de sucesivas sequías meteorológicas desembocó finalmente en una sequía hidrológica. Se contabilizaron hasta 208 millones de euros por compensación directa de los seguros agrícolas a los cultivos afectados por la sequía pero las pérdidas a valor de mercado podrían ser superiores a 2500 millones de euros. Además, hubo varias cuencas hidrográficas con alerta declarada de sequía, como la cuenca del Miño-Sil que aplicó restricciones al uso de agua urbana. El mes de septiembre de 2017 fue el más seco del siglo XXI con solo 15 l/m², un 33 % de la media.
Si bien algunos expertos la califican como la sequía más grave en los últimos 20 años, en referencia a las fuertes sequía de la década de 1990, otros expertos la mencionan como la sequía más grave jamás vista en la península.

## Antecedentes y situación

Porcentaje de agua embalsado a mediados de octubre de 2017 por cuencas hidrográficas.

Para el 5 de octubre de 2017, el total de volumen embalsada en España representaba el 38,9%, cuando en la misma semana del 2016 era de 51,27 y la media de los 10 últimos años era del 53%. Galicia y Castilla y León fueron las regiones más afectadas, que vieron una disminución importante de las lluvias habituales. Los cultivos de cereales de ambas regiones se vieron duramente afectados, e indirectamente el ganado que se alimentaba de estos cereales. También se dieron problemas en las cuencas del Júcar y del Segura, que en septiembre dejaron de recibir agua de los trasvases del Guadiana y Tajo porque las cuencas cedentes también tenían problemas. Después de las lluvias otoñales el volumen total en España llegaba al 38,1% a 25 de diciembre de 2017, lo que implica que lo caído en otoño solo sirvió para sostener la situación, no para llenar los embalses.

## Situación por territorios

### Portugal peninsular
En Portugal continental, según el Instituto Portugués del Mar y de la Atmósfera (IPMA), a 30 de septiembre cerca del 81% del territorio estaba en sequía "severa", el 7,4% en sequía "extrema", el 10,7% en sequía "moderada" y el 0,8% en sequía "baja". El mes de septiembre fue cálido, lo que provocó un aumento del área en una situación de sequía severa y extrema. 18 de los 60 embalses controlados por el Sistema Nacional de Información de los Recursos Hídricos de Portugal entraron en agosto por debajo del 40% de la capacidad de almacenamiento. 10 de ellas se situaban en la cuenca hidrográfica del río Sado. La lluvia comenzó a caer el 16 de octubre en casi todo el país, excepto en el Algarve.
La situación en Portugal se agravó con intensidad en octubre y noviembre: En este último mes todo el territorio continental se encontraba en situación de sequía severa (24,8%) y extrema (75,2%). Todo porque llovió un 30% menos del valor normal. Octubre de 2017 fue el mes de octubre más cálido de los últimos 87 años, es decir, desde que hay registros (1931), con un valor medio de temperatura media del aire cerca de 3 °C por encima del valor normal.

### España peninsular
Media de lluvia total anual en la España peninsular
A octubre de 2017 los embalses de la España peninsular se encontraban en un 38,5%, el porcentaje más bajo registrado desde 2006. Si se toma solo el dato de agua embalsada, las cuencas que se encontraban en peor situación fueron las del Júcar y el Segura, cuyos pantanos estaban al 26% y 14,3%, respectivamente. Le seguía la del Duero, que estaba al 32,2%. En esas tres cuencas el Gobierno de España declaró la situación de sequía prolongada.
A pesar de que la cuenca del Guadalquivir estaba al 32,3%, la situación era mucho más preocupante en la del Miño-Sil, donde la confederación estableció la alerta de sequía completa aunque sus embalses estaban al 42,2%. Esto se debe a que la cuenca gallega está mucho menos regulada que la andaluza, es decir, que cuenta con menos pantanos y depende del ciclo anual de lluvias para garantizar el abastecimiento. 
Igualmente grave era la situación en los embalses del Alto Tajo (Castilla-La Mancha), tras años de trasvase Tajo-Segura, los embalses de Entrepeñas y Buendía se encontraron en su peor situación histórica, rondando el 10% de capacidad. Por este motivo el Gobierno de Castilla-La Mancha estudió acciones legales contra el "saqueo de agua" que está acabando año tras año con las reservas del río Tajo. En noviembre de 2017 la mancomunidad de servicios Cabeza del Torcón (Provincia de Toledo) anunció que llevaría a cabo las primeras restricciones de agua. Alrededor de 15.000 habitantes de los diez municipios que componen la mancomunidad tuvieron que limitar el agua potable al consumo humano y tuvieron prohibida su utilización en explotaciones agrícolas y ganaderas.
Las zonas menos afectadas de la península por la sequía fue la Cornisa Cantábrica y Cataluña, aunque también sufrieron un progresivo desgaste. La Generalidad de Cataluña decretó la prealerta por sequía en las provincias de Barcelona y Gerona, abastecidas por los embalses del Ter y del Llobregat, al situarse las reservas de agua para abastecimiento por debajo del 60% de su capacidad.
Las reservas de agua en España no pararon de bajar durante el otoño, un “mínimo histórico” desde el año 1995. En noviembre de 2017 los embalses españoles apenas superaban el 37% de su capacidad total. A finales de diciembre tuvieron una pequeña subida, pero solo representa 1,6% más que el peor dato de los últimos 22 años, a lo que el Ministerio de Agricultura y Pesca, Alimentación y Medio Ambiente añadió que la precipitación total había sido prácticamente nula.

## Implicación del cambio climático
Varias instituciones han advertido que España será uno de los países más afectados por el cambio climático al provocar en el país un cambio en el clima que no sería tan drástico como en Reino Unido o Suecia por el papel que tiene el país ibérico de ser el límite entre el Sahara y el clima europeo. La Agencia Estatal de Meteorología ha presentado escenarios climáticos para el país que implican un ascenso de las temperaturas de entre 2 °C a 4 °C de temperatura media.

## Medidas tomadas por el Gobierno
El 9 de junio de 2017 el Boletín Oficial del Estado publicó el Real Decreto-Ley 10/2017, de 9 de junio, de medidas de emergencia para la sequía. Castilla-La Mancha mostró su disconformidad al suponer trasvasar agua de su comunidad a las regiones del Levante español.[cita requerida] En el invierno de 2017 se planteó la posibilidad de poner en marcha plantas de desalinización en el levante para paliar los efectos.

## Fin del período de sequía
A principios de 2018 empezaron a sucederse las lluvias. A finales de febrero y principios de marzo un frente tormentoso se extendió desde el este europeo a toda la península dejando abundantes lluvias en la península ibérica. En Sevilla se anunció el 7 de marzo que no habría restricciones de agua para 2018, las cuencas gallegas retiraron la alerta por sequía en el mes anterior, a inicios de febrero. En Aragón, la comunidad de agricultores recibió con optimismo el temporal de nevadas que poco a poco fueron recargando los embalses. De varios ámbitos se ha recordado además que aunque acabe la sequía se debe mantener el consumo responsable del agua.